# Halophila decipiens
Halophila decipiens är en dybladsväxtart som beskrevs av Carl Hansen Ostenfeld. Halophila decipiens ingår i släktet Halophila och familjen dybladsväxter. IUCN kategoriserar arten globalt som livskraftig. Inga underarter finns listade.